# Chris Colfer
Christopher Paul "Chris" Colfer (født 27. maj 1990) er en amerikansk skuespiller, der er bedst kendt for sin rolle som Kurt Hummel i tv-serien Glee for hvilket han vandt en Golden Globe i 2011. For denne rolle blev han også nomineret til en Emmy to gange.
Chris Colfer blev udnævnt til at være en af Time magazines 100 mest indflydelsesrige personer i verden i 2011.

## Tidlige liv og uddannelse
Colfer blev født i Clovis, Californien, som søn af Kaitlyn Cameron (født Boling) og Tim Colfer. Colfer er af irsk herkomst, og har udtalt: "Jeg er meget irsk, hele min familie er irsk og St. Patricks dag i mit hus er tosset." Han modtog hjemmeundervisning i 7 og 8 klasse grundet mobning i skolen.
Mens han var elev på Clovis East High School, så var Colfer involveret i en "tale- og debatklub", og vandt gennem denne klub mange titler inklusive en 9.- plads i statens konkurrence for dramatisk tolkning, drama club, FFA, og derudover var han "medlem af dramaklubben, FFA (Fremtidige landmænd i Amerika), formand for forfatterklubben, redigerede skolens litterære blad, og formand for en klub kaldet Destination ImagiNation." På hans sidste år skrev, producerede, instruerede og spillede han sin egen udgave af musicalen "Sweeney Todd, og kaldet "Shirley Todd"´, hvor han havde byttet om på kønnet i alle roller . En af hans skoleoplevelser fra det virkelige liv blev senere forvandlet til en plot for hans karakter i Glee, da gymnasielærerene nægter ham chancen for at synge "Defying Gravity" fra musicalen Wicked fordi det traditionelt set synges af en kvinde. Hans bedstemor, som arbejder i kirken lod ham synge sangen der.

## Karriere
Den første rolle Chris Colfer fik, var en rolle i musicalen West Side Story, som han opførte med en lokal teatergruppe.
Da han var yngre var han også med i en produktion af "the sound of music" hvor han spillede rollen Kurt.
Senere, da Chris var 18 år gammel, spillede han Russel Fish i kortfilmen "Russel Fish: the sausage and eggs incident", der omhandler en teenagers forsøg på at komme ind på Haverd University.

### Glee
Chris Colfers første tv rolle var rollen som Kurt Hummel på FOXs hitshow Glee. Han blev castet i år 2009. Kurt er en modefikseret homoseksuel countertenor, der gentagende gange bliver mobbet i skolen. Ikke udelukkende for sin seksualitet, hvilket er oplagt i den lille homofobiske by, men også for at være medlem af den meget upopulære kor gruppe "New directions".
Da Chris Colfer auditionede var det for rollen Artie Abrams, en dreng i en rollestol, men rollen gik til skuespilleren Kevin McHale. Produceren , Ryan Murphy, var så imponeret over Chris Colfer, at han kreerede rollen Kurt Hummel specielt til ham, og skrev ham ind i serien.
I et interview i 2010 med Allison Kugel, har Chris Colfer fortalt at han flere gange har fortalt Ryan Murphy sine historier fra high school, og senere set dem skrevet ind i manuskriptet.
Chris Colfer har omtalt sin rolle Kurt som værende bære af en meget selvsikker, jeg er bedre end dig, overflade, men nedenunder værende den samme nervøse og bange dreng alle er på et tidspunkt i livet. Samtidig gennemgår han en identitetskrise gennem showet, og ender med at finde og acceptere hvem han er. En stærk personlighed i designer tøj. Rollen Kurt er også homoseksuel, hvilket er omdrejningspunktet for mange af de konflikter der opstår involveret rollen i showet.
Chris Colfer har vundet en golden globe award i 2011 og en SAG award for sin rolle på Glee. Samtidig var han nomineret til følgende priser for denne rolle: Primetime Emmy Award 2011,Monte-Carlo TV Festival Award 2012, Satellite Award 2010, SAG Award 2011, Lesbian/Bi People's Choice Awards 2011, People's Choice Award 2012

### Andre projekter
Chris Colfer spiller hovedrollen i sin helt egen film kaldet "Struck by Lightning". Denne har hen selv skrevet, produceret og castet.
Den 17. juli 2012 udsendte Chris Colfer en børnebog med navnet "The Land of Stories:The Wishing Spell" . Den blev starten på en serie med The Land of Stories:The Enchantress Returns og The Land of Stories: A Grimm Warning.

## Filmografi
| År        | Titel                                      | Rolle                                         | Noter |
| --------- | ------------------------------------------ | --------------------------------------------- | --- |
| 2009      | Russel Fish: The Sausage and Eggs Incident | Russel Fish                                   | Kortfilm |
| 2009–2015 | Glee                                       | Kurt Hummel                                   | Hovedrolle Golden Globe Award for Best Supporting Actor – Series, Miniseries or Television Film (2011) Screen Actors Guild Award for Outstanding Performance by an Ensemble in a Comedy Series (2010) Nomineret - Primetime Emmy Award for Outstanding Supporting Actor in a Comedy Series (2010–2011) Nomineret - Monte-Carlo TV Festival Award for Outstanding Actor - Comedy Series (2012) Nomineret - Satellite Award for Best Supporting Actor – Series, Miniseries or Television Film (2009–2010) Nomineret - Screen Actors Guild Award for Outstanding Performance by a Male Actor in a Comedy Series (2011) Nomineret - Screen Actors Guild Award for Outstanding Performance by an Ensemble in a Comedy Series (2011) Nomineret - Lesbian/Bi People's Choice Awards "Favorite Music Duo or Group" (shared with Glee Cast) (2011) Nomineret - People's Choice Award for Favorite TV Comedy Actor (2012) |
| 2010      | Marmaduke                                  | Drama Hund #2 Shrooms Hund #1 Strandhund nr.4 | Feature Film (kun stemme) |
| 2011      | The Cleveland Show                         | Kurt Hummel                                   | Sæson 2, Episode 11, "How Do You Solve a Problem Like Roberta?" (Kun stemme) |
| 2011      | Glee: The 3D Concert Movie                 | Kurt Hummel                                   | |
| 2011      | The Little Leftover Witch                  |                                               | Manuskriptforfatter, Producer |
| 2011      | Saturday Night Live                        | Ham selv (gæsteoptræden)                      | Optræder i en What Up With That-sketch, men har ikke nogen replikker |
| 2012      | Struck by Lightning                        | Carson Phillips                               | Hovedrolle, Manuskriptforfatter, Producer |

## Diskografi
| Album                                         | Udgivelsesdato    |
| --------------------------------------------- | ----------------- |
| Glee: The Music, Volume 1                     | 2. november 2009  |
| Glee: The Music, Volume 2                     | 4. december 2009  |
| Glee: The Music, The Power of Madonna         | 20. april 2010    |
| Glee: The Music, Volume 3 Showstoppers        | 18. maj 2010      |
| Glee: The Music, Journey to Regionals         | 8. juni 2010      |
| Glee: The Music, The Rocky Horror Glee Show   | 19. oktober 2010  |
| Glee: The Music, The Christmas Album          | 9. november 2010  |
| Glee: The Music, Volume 4                     | 26. november 2010 |
| Glee: The Music, Volume 5                     | 8. marts 2011     |
| Glee: The Music Presents the Warblers         | 19. april 2011    |
| Glee: The Music, Volume 6                     | 23. maj 2011      |
| Glee: The Music, The Christmas Album Volume 2 | 11. november 2011 |
| Glee: The Music, Volume 7                     | 6. december 2011  |
| Glee: The Music, The Graduation Album         | 15. maj 2012      |

## Fremtidig læsning
- Kugel, Allison (26. april 2010). "Glee Star Chris Colfer Shares His Best Behind-the-Scenes Moments and Surreal Adventures". PR.com.